# 666 (tal)
666 är det naturliga talet som föregås av 665 och följs av 667. Enligt Uppenbarelseboken i Nya testamentet är det vilddjurets tal.

## Inom matematiken
- 666 är ett jämnt tal.
- 666 är det 36:e triangeltalet, alltså summan av alla heltal från 1 till 36 (1+2+3+…+35+36).
- 666 är även ett ymnigt tal.
- 666 är ett palindromtal i det decimala talsystemet.
- 666 är ett palindromtal i det kvarternära talsystemet.

### Trivia

#### Romerska siffror
En annan egenskap är att talet skrivs med romerska siffror så som DCLXVI, där varje romersk siffra finns representerad, förutom siffran M (1000).

#### Roulette
Ett roulettehjul är numrerat från 0 till 36 och summan av alla talen, 0 + 1 + 2 + ... + 36, är lika med 666.

## Inom vetenskapen
- 666 Desdemona, en asteroid.

## Musik och Film
- 666 är en tysk musikgrupp.
- Iron Maiden har gjort en låt/album som heter The Number of the Beast vilket syftar på talet 666.
- Entombed har gjort en låt som heter DCLXVI.

I musikstilar (ex. Black metal, Death metal och Thrash metal) nämns talet ofta. Detta betyder dock ej att de musikstilarna har koppling till djävulen.
Filmen Omen handlar om djävulens son och då spelar talet 666 en avgörande betydelse.

## Religion
666 är vilddjurets tal eller odjurets tal vilket omnämns i Nya testamentet, Uppenbarelseboken kapitel 13 vers 18. I Bibel 2000, används istället benämningen odjuret.
Här behövs vishet. Den som har förstånd skall tolka odjurets tal, ty det är en människas tal, och talet är 666.
Bland uppenbarelserna nämns ett odjur som stiger upp ur havet och ett som stiger upp ur jorden. Människorna beundrar och tillber det första, trots att det hädar Gud och förföljer de kristna. Det andra odjuret predikar om det första odjuret. Det dödar också alla som inte tillber det första odjuret, och ser till att alla får ett märke på högra handen eller pannan, och ingen utan märket kan köpa eller sälja. Odjurets tal anges till 666, men det finns en avvikande handskrift med talet 6. Med odjuret menas enligt en tolkning inte djävulen själv (i Uppenbarelseboken kallad draken) utan den makt som tjänar honom på jorden; vissa tolkar detta som Romerska riket.
Vissa inom Bibel-vetenskapen anser att odjuret syftar på kejsar Nero som förföljde de kristna svårt. Hans namn ger siffervärdet 666 på hebreiska och 616 på latin. Det andra odjuret är då kejsar Domitianus som återupptog förföljelserna under sin regering. 666 kan dock tolkas till flera helt olika namn, med mer eller mindre fantasi, så man kan inte vara säker på att det är kejsar Nero som åsyftas.
Många andra tolkningar har gjorts av odjuret och andra personer och händelser i Uppenbarelseboken.